# Wolfgang Cimera
Wolfgang Cimera (geboren 1966) ist ein deutscher Filmproduzent und Geschäftsführer der Network Movie GmbH. Bekannt wurde er durch Filme wie Lollipop Monster, Die Lehrerin, Das Ende einer Nacht und Serien wie Bettys Diagnose, Die Chefin.

## Leben
Cimera ist gelernter Diplom-Volkswirt und ist seit 1992 an verschiedenen deutschsprachigen Fernsehformaten in leitender Position beteiligt. Seit 2006 begann er für die Network Movie GmbH zu arbeiten. Dort wurde er 2009 Geschäftsführer und ist somit der Nachfolger von Reinhold Elschot. In dieser Zeit produzierte er mehrere Filme, Serien und war an vielen Koproduktionen beteiligt. Zudem leitete er mehrere Fernsehspiele, welche mit Preisen wie Deutscher Fernsehpreis, Grimme-Preis, Goldene Kamera, Hamburger Krimipreis, Bayerischer Fernsehpreis, Günter-Rohrbach-Filmpreis ausgezeichnet wurden.

## Filmografie (Auswahl)
- 2006–2012: Liebe, Babys und ein großes Herz (Fernsehserie)
- seit 2006: Nachtschicht
- 2007: Duell in der Nacht
- 2007: Ein verlockendes Angebot
- 2007: Zeit zu leben
- 2007: Eine stürmische Bescherung
- 2008: Verrückt nach Emma
- 2008: Schade um das schöne Geld
- seit 2008: SOKO Köln
- 2009: Auftrag Schutzengel
- 2009: Entführt
- seit 2009: Stralsund
- 2009: Hinter blinden Fenstern
- 2009: Wohin mit Vater?
- 2006–2009: Stolberg
- 2010: Ken Folletts Eisfieber
- 2010: Tod in Istanbul
- 2010: Lutter
- 2010: Amigo – Bei Ankunft Tod
- 2010: Racheengel – Ein eiskalter Plan
- 2011: Der Verdacht
- 2011: Lollipop Monster
- 2011: Die Lehrerin
- 2011: Seerosensommer
- 2012: Das Ende einer Nacht
- 2012: Die Tote ohne Alibi
- 2012: Der Heiratsschwindler und seine Frau
- 2012: Eine Frau verschwindet – Van Leeuwens erster Fall
- 2012: Die Geisterfahrer
- 2012: Tod einer Polizistin
- seit 2012: Die Chefin
- 2013: Mord in den Dünen
- 2013: Totenengel – Van Leeuwens zweiter Fall
- 2013: Willkommen auf dem Land
- 2013: Mordshunger – Verbrechen und andere Delikatessen
- 2013: SOKO – Der Prozess (Fernsehfilm)
- 2013: Unter Feinden
- 2014: Wir machen durch bis morgen früh
- 2015–2018: The Team
- 2015: Mordshunger – Wilder Westen
- 2015: Zum Sterben zu früh
- 2015: Ein großer Aufbruch
- seit 2015: Bettys Diagnose
- 2014–2015: Helen Dorn
- 2015–2017: Im Knast
- 2016: Morgen hör ich auf
- 2016: Neid ist auch keine Lösung
- 2016: SOKO Stuttgart
- 2017: Laim und die Zeichen des Todes
- 2017: Der gute Bulle
- 2017: Brandnächte
- 2017: Love Is in the Air
- 2018: Südstadt
- 2018–2019: Team Alpin
- 2019: Tage des letzten Schnees
- 2019–2021: Merz gegen Merz
- 2020: Der gute Bulle: Nur Tote reden nicht
- 2021: Unbroken
- 2021: Laim und die Tote im Teppich
- 2021: Tilo Neumann und das Universum
- 2021: Ein Sommer in Antwerpen
- 2021: Alles auf Rot
- 2021: Start the fck up
- 2022: Stralsund – Wilde Hunde
- 2022: Vierwändeplus
- 2022: Das Licht in einem dunklen Haus
- 2022: Stralsund – Die rote Linie
- 2022: Die Bürgermeisterin
- 2023: Wer füttert den Hasen?
- 2023: Stralsund – Tote Träume
- 2023: Blindspot
- 2023: Der gute Bulle - Heaven can wait
- 2024: Ivo